# Otto Pfister
Pour les articles homonymes, voir Pfister.
Otto Pfister (né le 24 novembre 1937 à Cologne) est un ancien joueur et entraîneur de football. Bien qu'il soit allemand, il n'a jamais entraîné un club de son pays, ayant choisi l'Afrique et l'Asie comme lieu de travail.
Il était le sélectionneur de l'équipe du Togo depuis le 18 février 2006, après que Stephen Keshi, qui a mené les Éperviers à leur première Coupe du monde de football, a été renvoyé. Il a été remplacé dans ses fonctions le 30 décembre 2006 par le français Patrice Neveu. Il a été nommé le 26 octobre sélectionneur du Cameroun en lieu et place de Jules Nyongha, qui assurait l'intérim depuis le départ d'Arie Haan. Le 28 mai 2009, il démissionne de son poste.

## Carrière

### En tant que joueur
- jusqu'en 1958 : Viktoria Cologne  Allemagne
- 1958-1959 : VfL Cologne 1899  Allemagne
- 1959-1960 : FC Chiasso  Suisse
- 1960-1961 : FC Granges  Suisse

### En tant qu'entraîneur-joueur
- 1961-1963 : FC Vaduz  Liechtenstein
- 1963-1966 : FC Saint-Gall  Suisse
- 1966-1968 : FC Nordstern Bâle  Suisse
- 1968-1969 : FC Moutier  Suisse
- 1969-1972 : FC Coire 97  Suisse

### En tant qu'entraîneur
- juil. 1972 - juil. 1976 :  Rwanda
- juil. 1976 - juil. 1978 :  Haute-Volta
- juil. 1979 - juil. 1982 :  Sénégal
- juil. 1982 - juil. 1985 :  Côte d'Ivoire
- juil. 1985 - juil. 1989 :  Zaïre
- juil. 1989 - juil. 1995 :  Ghana
- juil. 1995 - juil. 1997 :  Bangladesh
- juil. 1997 - 1997 :  Arabie saoudite
- 1997 - 1998 :  Arabie saoudite (équipe Olympique)
- 1998 - juil. 1999 :  Arabie saoudite
- déc. 1999 - 2002 : Zamalek  Égypte
- 2002 - 2003 : CS Sfax  Tunisie
- 2003 - 2004 : Nejmeh SC  Liban
- 2005 - sep. 2005 : Al Masry  Égypte
- fév. 2006 - juil. 2006 :  Togo
- sep. 2006 - oct. 2007 : Al Merreikh Omdurman  Soudan
- oct. 2007 - mai 2009 :  Cameroun
- mars 2011-2012 :  Trinité-et-Tobago
- fév. 2014-déc. 2014 : Al Merreikh Omdurman  Soudan
- Jan.2015 - mai 2015 : USM Alger  Algérie